# Cathédrale-basilique Notre-Dame de San Juan de los Lagos
Cet article concerne la basilique de San Juan au Mexique. Pour la basilique de San Juan au Texas, voir basilique Notre-Dame-de-Saint-Jean-du-Val de San Juan.
Cette  cathédrale et basilique n’est pas la seule cathédrale Notre-Dame ni la seule basilique Notre-Dame.
La cathédrale-basilique Notre-Dame ou parfois Notre-Dame-de-Saint-Jean-des-Lacs, est une église située à San Juan de los Lagos (« Saint-Jean-des-Lacs »), dans l’État du Jalisco au Mexique, que l’Église catholique fait cathédrale du diocèse de San Juan de los Lagos. Le pape Pie XII la fait basilique mineure en 1947.
Elle est dédiée à Notre-Dame et abrite un tabernacle qui contient l'image thaumaturge de la Vierge de Saint-Jean-des-Lacs (es) (Virgen de San Juan de los Lagos).
Correspondant à un lieu de pèlerinage elle attire 5 millions de pèlerins par an, le record au Mexique après la basilique Notre-Dame-de-Guadalupe de Mexico.
Elle comprend un dôme et un maître-autel de style néoclassique lequel comprend quatre colonnes corinthiennes de tige lisse appariées de chaque côté qui soutiennent un entablement construit dans la seconde moitié du XIXe siècle.

## Historique
Elle a été construite dans un style baroque de 1732 à 1790 (achèvement des tours) sous l'égide de Carlos de Cervantes, évêque de Guadalajara, par l'architecte Juan Rodríguez de Estrada qui a été enterré dans l'église en 1760.
En raison du dévouement des fidèles à l'image miraculeuse de la Vierge de Saint-Jean-des-Lacs (es), beaucoup d'entre eux ont collaboré économiquement et physiquement à la construction en apportant de l'argent ou les pierres nécessaires.
Le pape Pie XII la fait basilique mineure le 24 janvier 1947. À la suite de cela, la dévotion est importée dans l’État américain du Texas dans la ville de San Juan sous le nom de « Vierge de Saint-Jean-du-Val », et la basilique Notre-Dame-de-Saint-Jean-du-Val qui y est maintenant construite est devenue également un important lieu de pèlerinage.

## Dimensions

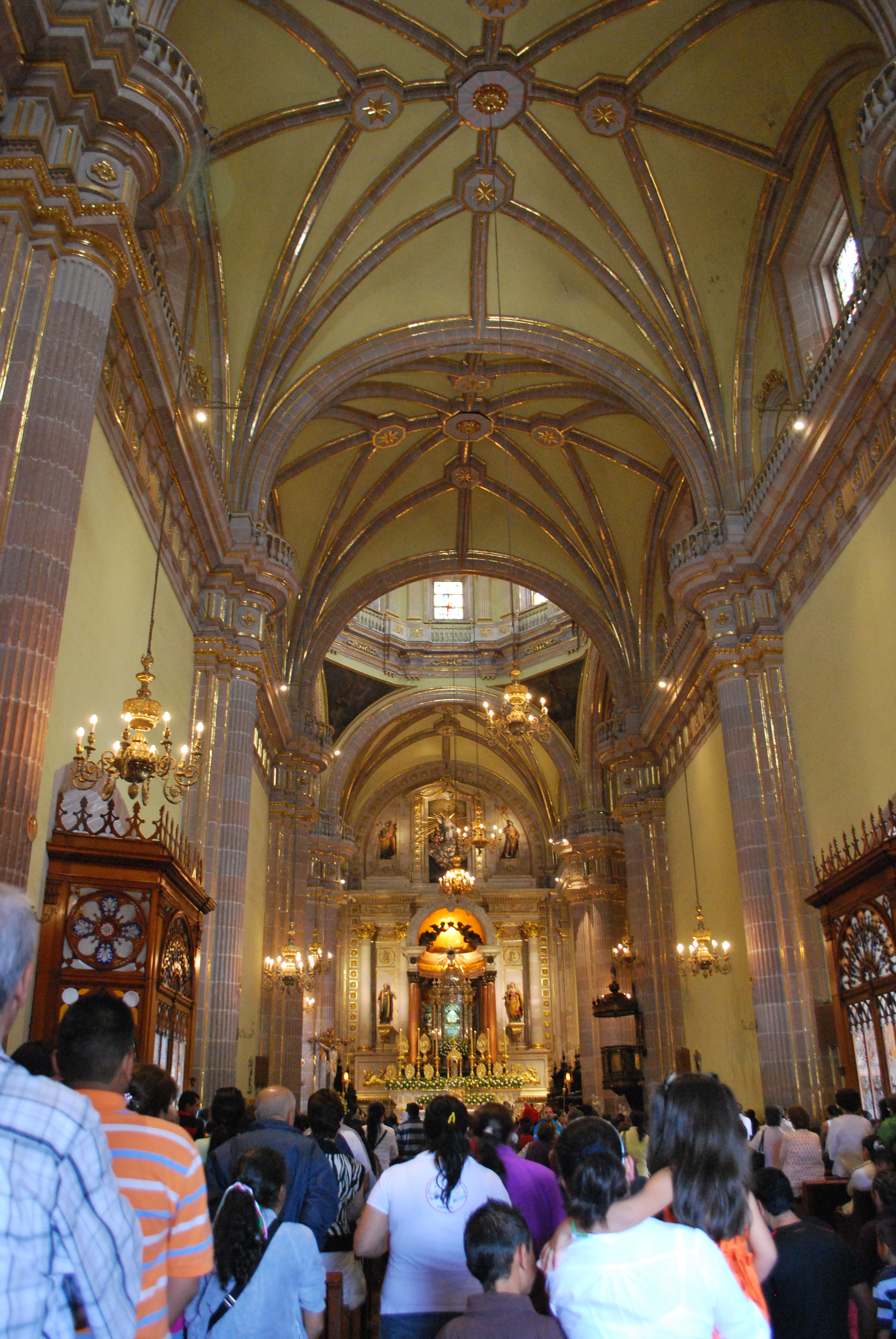
Intérieur de la cathédrale.

Les dimensions de l'édifice sont les suivantes :
- hauteur de la nef : 24,19 m ;
- longueur : 85,65 m ;
- largeur au transept : 26,15 m ;
- hauteur des tours : 68,1 m.